# 禾森村
禾森村（のぎのもりむら）は、かつて岐阜県安八郡にあった村である。新規川と水門川に挟まれた禾森輪中の中にあった。
現在の大垣市禾森、禾森町、新田町などに該当する。

## 歴史

### 村名の由来
凶賊が森を巣窟として通行人を脅かしたことから「難儀森」と呼ばれていたことが村名の由来である。その後、承保３年(1076年)に「難儀」が「禾」に転じ、「禾森」と呼ばれるようになった。

### 年表
- 1868年（明治元年） - 禾森村と禾森新田が合併し、禾森村となる。
- 1889年（明治22年）7月1日 - 町村制により、禾森村が発足。
- 1897年（明治30年）4月1日 - 東前村、築捨村、高橋村、長沢村、江崎村と合併し安井村が発足。同日禾森村廃止。
- 1936年 (昭和11年) - 大垣市の町名「禾森町」となる。
- 1973年 (昭和48年) - 一部が「田口町」、「禾森1丁目」となる。
- 1978年 (昭和53年) - 残りが「禾森町」2丁目～6丁目となる。

## 教育
- 禾森尋常小学校（現・大垣市立安井小学校）